# Hemipsilichthys nimius
Hemipsilichthys nimius és una espècie de peix de la família dels loricàrids i de l'ordre dels siluriformes.

## Morfologia
Els mascles poden assolir els 10,5 cm de longitud total.

## Distribució geogràfica
Es troba al sud-est del Brasil.